# Gösta Geijer
Johan Gustav "Gösta" Geijer, född 20 augusti 1857 på Hjälleskate på Värmlandsnäs, död 26 mars 1914 i Säffle, var en tonsättare och författare. 

## Biografi
Geijer var son till Carl Henrik Geijer av släkten Geijer, storgodsägare i Värmland och RVO. Fadern avled då Geijer var tre år gammal. Geijer utbildade sig till nivellör, dåtidens framtidsyrke och arbetade vid järnvägsbyggen i Sverige. 
Han valde senare att ägna sig åt musik och studerade i Stockholm, Göteborg och Köpenhamn. Bland hans lärare märks Ludvig Norman, Johan Lindegren, Andreas Hallén och Johan Svendsen. Han avlade organistexamen i Strängnäs 1891. Efter avslutad utbildning verkade han som kantor, kompositör och musiklärare. Geijer ledde flera körer och blev 1894 dirigent för Nya sångsällskapet i Göteborg. År 1896 flyttade han till Malmö där han var dirigent för Musikföreningen 1897-1898 och senare till Ljungby i Småland. 
År 1899 gifte han sig med Signe Vallgren, ägare av Malmö musikhandel. Tillsammans reste paret runt i Sverige och höll musikhistoriska föredrag. År 1912 avled Geijers hustru och han blev ensam med tre barn. Han avled drygt ett år efter hustrun.

## Verk
- I klostrets skugga (En klostersaga) (Konsertdrama för soli, kör och orkester), ouppförd
- Trollens guld (ballad för orkester)
- Ouvertyr
- Svit för stråkorkester
- Romans för violin och orkester
- Ett 50-tal sånger
  - Månljus, för sång och piano
- Vaggvisa (för piano), 1916